# Бученко Євген Іванович
Євген Іванович Бученко (нар. 10 грудня 1942, Євпаторія) — радянський футболіст, який грав на позиції захисника. Відомий за виступами в низці українських команд класу «Б», другої групи класу «А» та другої ліги. Найбільш відомий за виступами в криворізькому «Кривбасі», у складі якого став чемпіоном УРСР 1971 року.

## Клубна кар'єра
Євген Бученко народився у 1942 році в Євпаторії. Розпочав виступи в командах майстрів у 1961 році в команді класу «Б» «Авангард» із Сімферополя, одночасно з ним гравцями «Авангарду» стали також, зокрема, Олексій Горешнєв, Леонід Яровий, Володимир Тюткін. Проте в кманді грав лише протягом одного сезону, після чого кілька років грав за аматорські команди. У 1966 році грав у складі команди класу «Б» «Автомобіліст» з Одеси. У 1967 році отримав запрошення до одеського «Чорноморця», проте у вищій лізі так і не зіграв, провівши лише 1 матч у дублюючому складі. У другій половині року Євген Бученко грав за команду класу «Б» «Дніпро» (Кременчук).
У 1968 році Євген Бученко став гравцем команди другої групи класу «А» «Кривбас» з Кривого Рогу. У цій команді футболіст грав протягом 5 років, за які зіграв у її складі 195 матчів у чемпіонатах СРСР. З 1971 року грав у складі команди в новоствореній другій лізі, разом із командою став переможцем зонального турніру та чемпіоном УРСР 1971 року. Після перемоги криворізької команди в перехідних матчах Євген Бученко у 1972 році грав у складі «Кривбасу» в першій лізі. після вильоту криворізької команди з першої ліги протягом двох сезонів грав у складі команди другої ліги «Авангард» з Севастополя. після завершення футбольної кар'єри повернувся до Євпаторії.

## Досягнення
- Переможець Чемпіонату УРСР з футболу 1971